# 贝恩特·林德福什
贝恩特·林德福什（瑞典語：Berndt Lindfors，1932年10月21日—2009年2月19日），生于赫尔辛基，芬兰男子競技体操运动员。他曾获得1952年和1956年夏季奥运会体操比赛男子团体全能铜牌。